# Cidomo

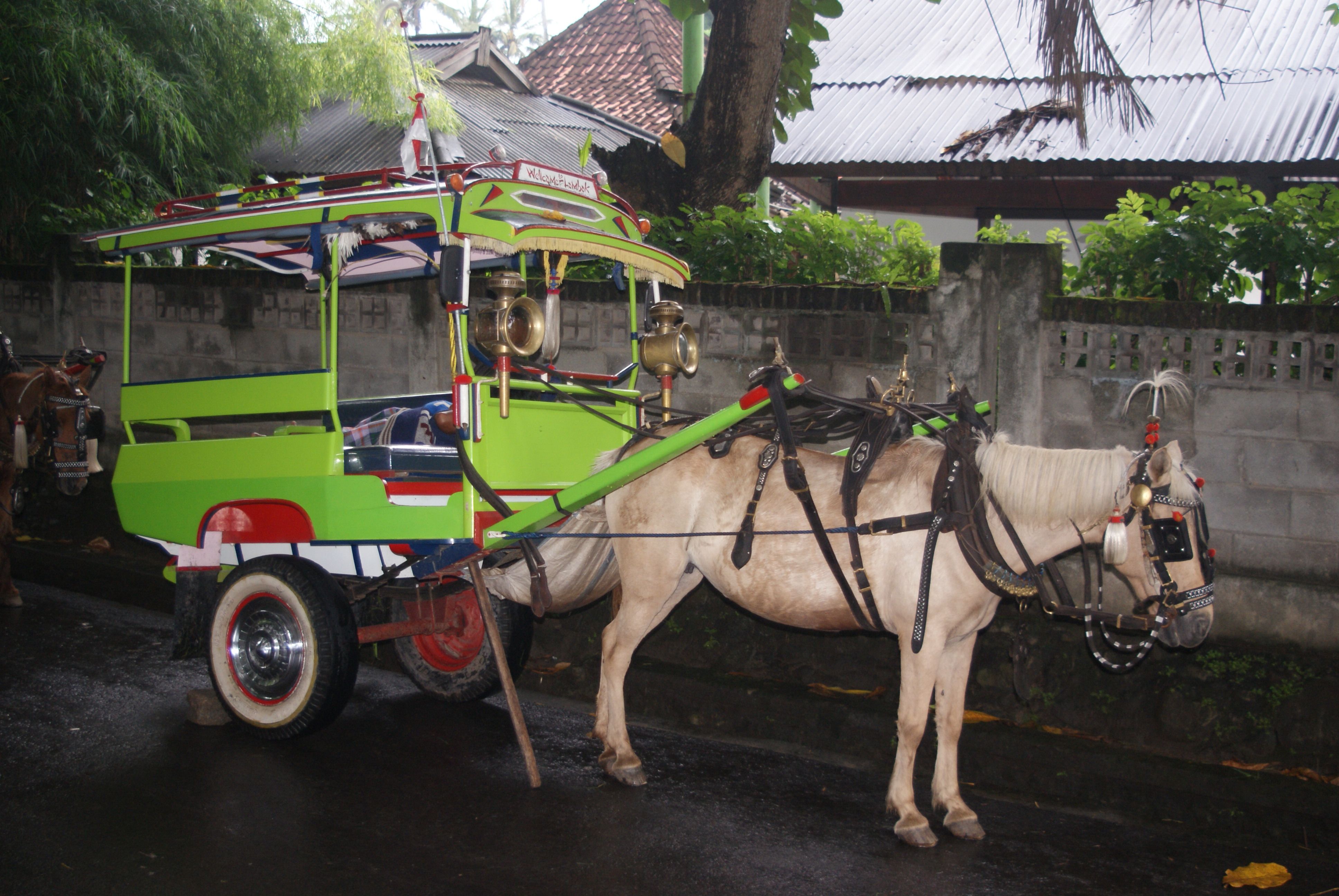
Cidomo in Senggigi (2010).

Cidomo is een vorm van vervoer dat wordt gebruikt op het Indonesische Lombok en op de Gili-eilanden.
Een cidomo is een kleine paardenkoets die meestal ruimte biedt aan maximaal vier personen, twee mensen op het voorste bankje en twee achterin. Op de Gili-eilanden is het een van de belangrijkste vormen van vervoer, omdat motorvoertuigen niet zijn toegestaan.